# Nenad Kljaić
Nenad Kljaić, född 21 december 1966 i Zagreb, är en kroatisk handbollstränare och tidigare handbollsspelare (mittsexa). Han spelade 69 landskamper för Jugoslaviens landslag (1987–1990) och 145 landskamper för Kroatiens landslag (1991–2001). Han ingick i det lag som tog OS-guld 1996 i Atlanta.
Kljaić har efter spelarkarriären bland annat tränat RK Zagreb i två omgångar (2006–2007 och 2010–2011) samt varit förbundskapten för Saudiarabiens landslag två gånger (2012–2013 och 2015–2019).